# .pf
.pf — национальный домен верхнего уровня для Французской Полинезии.
Для регистрации домена .pf необходимо местное присутствие в заморском сообществе, в то время как регистрация .com.pf открыта для всех без ограничений.